# Cartoon Network (Canada)
Cartoon Network  è un canale televisivo tematico canadese per ragazzi.
Di proprietà di Corus Entertainment, il canale trasmette principalmente serie animate.
Fino al 2023 il canale si chiamava Teletoon. Cartoon Network gestisce due feed timeshift in esecuzione sugli orari dell'Eastern Time Zone nella zona orientale e del Pacific Daylight Time in quella occidentale. Insieme alla sua controparte in lingua francese Télétoon, è disponibile in oltre 7,3 milioni di famiglie in Canada a partire da novembre 2013.

## Storia
Nel 1997, Teletoon è stato concesso in licenza dalla Canadian Radio-television and Telecommunications Commission (CRTC), dopo che una relativa domanda per un canale da chiamare "Fun TV" era stata respinta. Teletoon è stato lanciato il 17 ottobre 1997, con il primo episodio di Caillou come prima serie in onda. All'epoca il canale era noto con i suoi slogan The Animation Station, It's Unreal! e It's Time To Twist!, quest'ultimo di breve durata dal 1999 al 2000, simile allo slogan Time Well Wasted di The Comedy Network. Time Well Wasted è stato utilizzato durante il pre-lancio di Teletoon, tornando più tardi nel 1998. Nel 2000 è diventato l'unico slogan del canale.
Inizialmente Teletoon era di proprietà di un consorzio composto da vari altri servizi e produttori canadesi di quel periodo: Family Channel in qualità di socio amministratore al 53,3% (Super Channel e The Movie Network), YTV al 26,7% (Shaw Communications) e Cinar e Nelvana con il 10% ciascuno.
Il 4 marzo 2013, Corus Entertainment ha annunciato che avrebbero acquistato la quota di Astral Media per Teletoon e preso la piena proprietà del canale. L'acquisto era in relazione all'acquisizione di Astral da parte di Bell Media, che è stato precedentemente respinto dal CRTC nell'ottobre 2012 e ristrutturato per consentirne la vendita. L'acquisto di Corus è stato autorizzato dal Competition Bureau due settimane dopo, il 18 marzo. Il 20 dicembre 2013, il CRTC ha approvato la piena proprietà di Corus su Teletoon, portandola a trasferirsi il 1º gennaio 2014. Il canale continua ad essere di proprietà di Teletoon Canada, ora interamente di proprietà di Corus Entertainment sotto la sua divisione Corus Kids.
Il 21 febbraio 2023, Corus ha annunciato che Teletoon sarebbe stato rinominato Cartoon Network il 27 marzo 2023. Quest'ultimo marchio è esistito in due precedenti incarnazioni canadesi sotto la proprietà di Corus, a partire dal 2012, con il secondo che ha sostituito Teletoon Retro nel 2015. L'attuale spazio del canale di quest'ultimo verrà rilanciato contemporaneamente sotto il marchio di pari livello di Cartoon Network, Boomerang; il marchio Teletoon continuerà ad essere utilizzato per il suo servizio di streaming complementare Teletoon+, ma il rebranding porrà fine alla presenza del marchio come canale specializzato in lingua inglese dopo oltre 25 anni di attività.

## Loghi

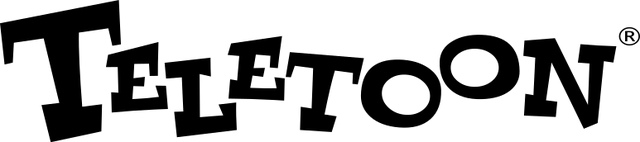
2005 - 2007
2007 - 2011
2011 - 2023
Dal 2023

## Offerta di canali
Il 24 novembre 2000, la CRTC ha approvato richieste multiple di Teletoon Canada per il lancio di sei canali televisivi di categoria 2 denominati Teletoon Action, Teletoon Adult, Teletoon Art, Teletoon Multi, Teletoon Pop e Teletoon Retro. Nessuno dei canali è stato lanciato e le relative licenze di trasmissione sono scadute il 24 novembre 2004. Il concept di Teletoon Retro sarebbe stato successivamente ripreso con una licenza diversa.

### Attuale

#### Télétoon

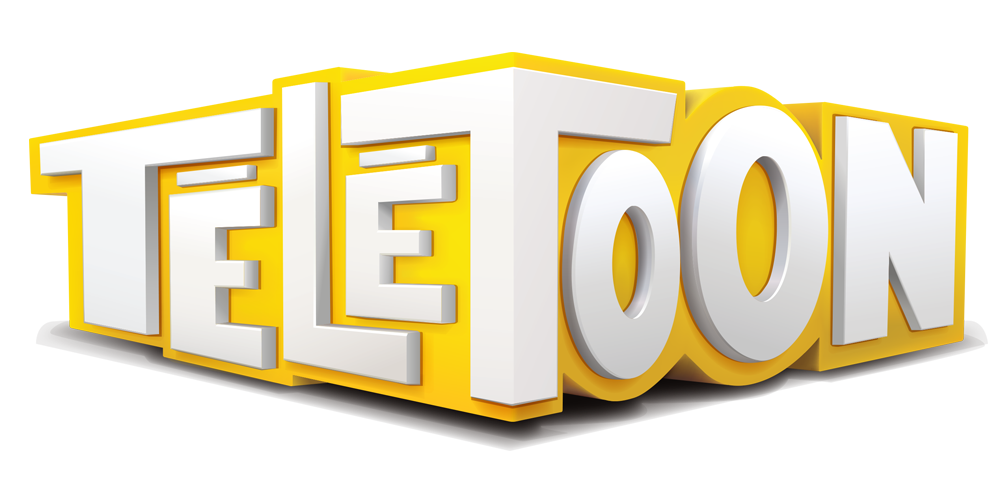
Logo del canale

Télétoon è la controparte francese di Cartoon Network che trasmette la maggior parte delle serie del canale canadese.

#### Boomerang

Logo del canale dal 2012 al 2023

Logo del canale dal 2023

Il 4 novembre 2011, la CRTC ha approvato una domanda di Teletoon Canada (allora in comproprietà con Corus Entertainment e Astral Media) per lanciare Teletoon Kapow!, un canale via cavo digitale e satellitare di categoria B dedicato alla "programmazione proveniente dai mercati internazionali, con le ultime tendenze in fatto di azione non violenta, avventura, supereroi, commedia e interattività". Il 2 febbraio 2012, Teletoon ha annunciato che avrebbe lanciato un canale locale Cartoon Network in Canada. Il canale ha debuttato usando la licenza di Teletoon Kapow! il 4 luglio 2012.
Dal 1º settembre 2015, Cartoon Network opera con la licenza di trasmissione originariamente concessa per Teletoon Retro. La licenza di Teletoon Kapow! è stata poi revocata il 2 ottobre 2015. Il 27 marzo 2023, giorno in cui Teletoon diventa Cartoon Network, questo canale diventa Boomerang.

### Precedente

#### Teletoon Retro

Ultimo logo del canale

Teletoon Retro è stato un canale digitale via cavo e satellitare di categoria B che ha debuttato nell'autunno 2007. Il canale includeva serie animate come The Tom & Jerry Show, The Bugs Bunny Show, Scooby-Doo, Gli antenati, I mille colori dell'allegria, I pronipoti, The Pink Panther Show, Albertone, L'ispettore Gadget e Gumby, insieme a diversi film.
Il canale è stato interrotto il 1º settembre 2015, con le versioni locali di Disney Channel e Cartoon Network che hanno rilevato il suo posto su diversi provider. Negli anni successivi, Teletoon ha mandato in onda la sua programmazione classica durante le ore non di punta.

#### Teletoon at Night

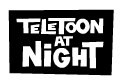
Ultimo logo del blocco

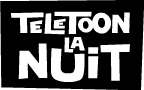
Logo della controparte francese

Lanciato nel settembre 2002 come The Detour on Teletoon, il blocco è una fusione tra lo stesso e Teletoon Unleashed, un blocco di programmazione per adulti. La sua controparte francese, Télétoon La Nuit, va in onda ancora oggi sul canale francofono Télétoon. Nel settembre 2009, il blocco è stato rilanciato come Teletoon at Night.
Nel marzo 2019, è stato annunciato che il blocco sarebbe stato interrotto in favore del lancio del canale Adult Swim il 1º aprile 2019.